# Obsonville
Obsonville è un comune francese di 115 abitanti situato nel dipartimento di Senna e Marna nella regione dell'Île-de-France.

## Storia

### Simboli
Lo stemma comunale è stato adottato il 22 ottobre 2010.

## Società

### Evoluzione demografica
Abitanti censiti